# Edelfisch (Fischereirecht)
Unter Edelfisch versteht man im Süßwasser-Fischereiwesen bestimmte Fischarten, die besonderen Fangbeschränkungen unterliegen.
Edelfische nennt man meist die in einem Fischgewässer bevorzugten Speisefische respektive wichtigere Besatzfische. Typischerweise sind für die Edelfische – aber auch andere Fischarten – Schonzeiten und Brittelmaße (Mindestfangmaße) festgelegt. Außerdem muss der Fang üblicherweise unverzüglich im Lizenzbuch der Fischereilizenz oder einer vergleichbaren Fangstatistik dokumentiert werden (eintragungspflichtige Fische). Solche Maßnahmen gelten durchwegs für Angler ebenso wie Erwerbsfischer.
Edelfisch wird meist minder wertvollen Fischen entgegengesetzt, etwa Weißfisch. Allgemein kann der Begriff sehr vielfältig erscheinen.
Im österreichischen Fischereirecht ist der Begriff nicht allgemein definiert, er findet sich nicht in den Landes-Fischereigesetzen und zugehörigen Verordnungen. Verwendet wird er erst auf Ebene der speziellen Fischereiordnungen der einzelnen Fischgewässer. Festgesetzt werden die diesbezüglichen Bestimmungen meist vom zuständigen örtlichen Fischereirevierausschuss.
Eine typische Formulierung ist beispielsweise:

„Höchstens 3 Edelfische pro Tag und 10 pro Kalenderwoche dürfen entnommen werden.“

Als Edelfische bezeichnet werden beispielhaft:
- Donau und Nebengewässer in Niederösterreich (mit unterster Traisen, Barben- oder Forellenregion): Karpfen, Amur, Schleie; Salmoniden, Äschen, Hecht, Zander, Wels; Stör; Weißfische[4]
- Großer Kamp, ein Fluss im Waldviertel; Unterlauf (Barbenregion): Forelle, Karpf, Hecht[3]
- Attersee, Randalpensee im Salzkammergut  (Barben-/Forellenregion):  Salmoniden [d. i. Lachsfische, wie Forelle, Äsche] und Coregonen (Reinanken, Maränen).[5]